# Ataenius eringundae
Ataenius eringundae är en skalbaggsart som beskrevs av Zdzisława Stebnicka och Henry Fuller Howden 1997. Ataenius eringundae ingår i släktet Ataenius och familjen Aphodiidae. Inga underarter finns listade.